# Ruta 26 (Uruguai)
La Ruta 26 General Leandro Gómez (R26) és una carretera important del nord de l'Uruguai. Neix a la Ruta 3, al departament de Paysandú, amb direcció nord i nord-est, i travessa els departaments de Paysandú, Tacuarembó i Cerro Largo. A més connecta les poblacions i capitals departamentals de Tacuarembó, Melo i Río Branco, acabant al Balneari Lago Merín.
Amb un recorregut de gairebé 450 km, la ruta 26 és transitada també per turistes amb destinació est. La ruta rep el seu nom en homenatge al militar uruguaià, el General Leandro Gómez.

## Interseccions
- Guichón: km. 65 (Ruta 4).
- Balle del Edén: km. 141.
- Tacuarembó: km. 195.
- Río Negro: km. 370.
- Ruta 7: km. 411.[1]